# Revista Filipina
La Revista Filipina es una publicación cultural y científica fundada en 1997, editada en soporte electrónico y difundida en internet. Se dedica a la difusión y estudio de la lengua, la cultura y, principalmente, la literatura hispanofilipina, es decir la Literatura de las Filipinas en español. Fundada por Edmundo Farolán Romero, se ha publicado ininterrumpidamente desde su origen desempeñando la específica función temática y de transmisión que designa dentro del Filipinismo y del Hispanismo.
Presenta dos singularidades: 1) ha ocupado un espacio abandonado paulatinamente durante la primera mitad del siglo XX por las publicaciones culturales filipinas de lengua española, tradicionales en papel, hoy ya desaparecidas dentro de un país por lo demás geográfica y lingüísticamente fragmentado y sometido a fuerte diglosia; 2) ha ofrecido, en el nuevo espacio ilimitado de la red, un medio de comunicación intelectual insospechado pues atañe a un filipinismo hispánico diseminado por el mundo al igual que en la multiplicidad extrema del propio archipiélago.
En sus páginas se han reeditado textos del patrimonio filipino tanto antiguo (así el célebre Códice Boxer) como moderno (José Rizal, Fernando María Guerrero, Pedro Paterno, Wenceslao Retana, Jesús Balmori, Claro Mayo Recto, Antonio M. Abad), al igual que se han difundido los principales críticos y autores filipinos de lengua española de nuestro tiempo (Guillermo Gómez Rivera, Edwin Lozada, Elizabeth Medina, Macario Ofilada…, etc.).
Ha sido considerada órgano natural de la reactivación de la producción literaria filipina en español, de su valoración y estudio, y en general del Filipinismo de nuestro tiempo.

## Publicación
La historia de la Revista Filipina consta de dos etapas. Durante la primera (1997-2012) publicó 59 números de periodicidad trimestral, hasta el tomo XVI, número 3, de invierno 2012-13. En verano de 2013 comenzó su segunda etapa, con nueva numeración, ahora de periodicidad semestral y mayor dedicación académica. Actualmente está dirigida por Edwin Lozada.
Publica investigación, pensamiento y actualidad literaria, en forma de ensayos, artículos y notas; reseñas y comentarios bibliográficos. Está sometida a evaluación o revisión por pares.
Director: Edwin Lozada. Subdirector: Isaac Donoso. Secretario: Andrea Gallo.
Comité científico: Pedro Aullón de Haro (Universidad de Alicante),
Joaquín García Medall (Universidad de Valladolid),
Guillermo Gómez Rivera (Academia Filipina de la Lengua Española),
Florentino Rodao (Universidad Complutense),
Joaquín Sueiro Justel (Universidad de Vigo),
Fernando Ziálcita (Universidad Ateneo de Manila).
Redacción: Davide Mombelli, Luis Miguel Lalinde, Jeannifer Zabala.